# Wiadro porwane

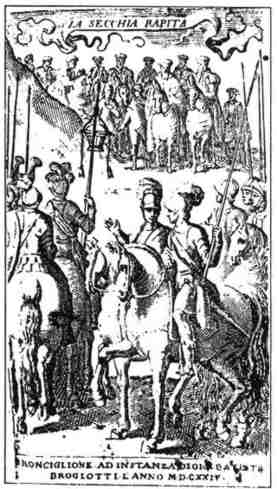
Ilustracja z edycji Wiadra porwanego z 1624 roku

Wiadro porwane (wł. Secchia rapita) – epos barokowego włoskiego poety Alessandra Tassoniego, opublikowany w 1614.

## Charakterystyka ogólna
Wiadro porwane jest obszernym utworem epickim o charakterze humorystycznym. Utwór składa się z dwunastu pieśni. Pod względem formalnym jest podobne do wielkich i poważnych dzieł epickich, które parodiuje. Historyczne znaczenie poematu wynika z jego wpływu na późniejsze utwory, takie jak Pukiel porwany Alexandra Pope'a i poematy Ignacego Krasickiego, który Tassoniego znał i tłumaczył. Do humorystycznej epopei Tassoniego nawiązuje także poemat Tomasza Kajetana Węgierskiego Organy. Na podstawie poematu Tassoniego oparta została opera pod tym samym tytułem z librettem Gastonego Boccheriniego i muzyką Antoniego Salieriego.

## Forma

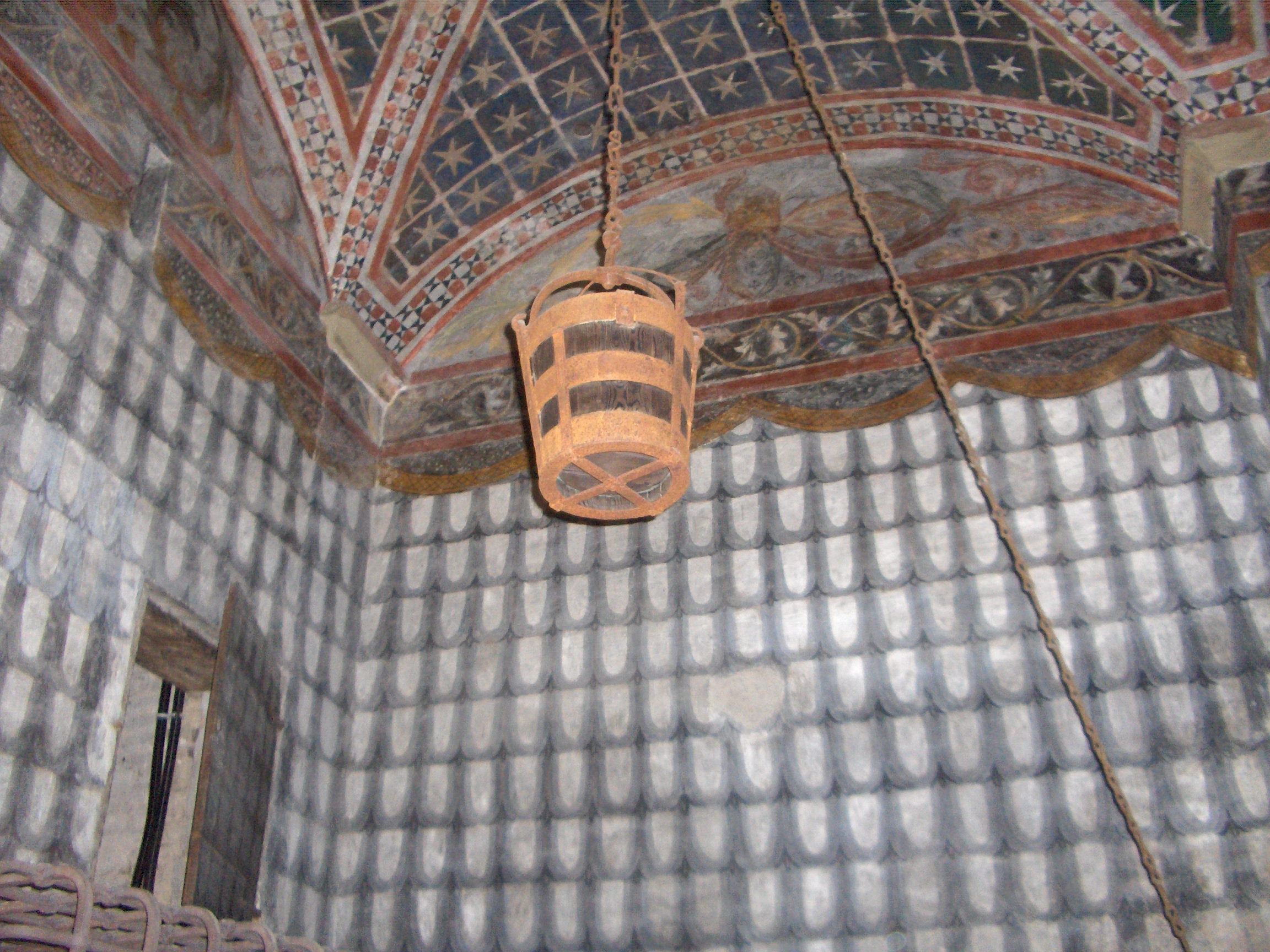
„Wiadro porwane”, wyeksponowane w Torre Ghirlandina

Poemat Tassoniego został skomponowany oktawą (wł. ottava rima), czyli strofą ośmiowersową rymowaną abababcc, układaną jedenastozgłoskowcem (wł. endecasillabo). Strofa ta była niezwykle popularna we Włoszech w XVI i XVII wieku. Przy użyciu oktawy napisano w Italii setki utworów, począwszy od jednostrofowych epigramatów, przez poematy, po największe eposy, z których dwa najbardziej znane to Orland szalony Ludovica Ariosta i Jerozolima wyzwolona Torquata Tassa.
Vorrei cantar quel memorando sdegno
Ch’ infiammò già ne’ fieri petti umani
Un’infelice e vil secchia di legno,
Che tolsero ai Petroni i Gemignani.
Febo che mi raggiri entro lo ’ngegno
L’orribil guerra e gli accidenti strani,
Tu che sai poetar, servimi d’aio,
E tiemmi per le maniche del saio.

## Treść
Utwór Tassoniego opowiada o prawdziwym wydarzeniu, jakie miało miejsce we Włoszech w XIV wieku. Wtedy dwa wielkie miasta, Bolonia i Modena przez dwa lata toczyły wojnę o jedno drewniane wiadro. Jakkolwiek temat był wzięty ze średniowiecza, poemat jest pełen łatwo rozpoznawalnych dla współczesnych pisarzowi ludzi aluzji do żyjących osób. Wiadro porwane stało się modelem poematu heroikomicznego. W poemacie występują opisy kłótni, rokowań, potyczek i bitew o tytułowe wiadro.
Senat nazajutrz przystał na zamianę,
Wyrzekł, iż wiadra odebrać nie wzbroni,
Lecz to w warunkach zostało dodane,
By sami po nie wysłali Petroni.
Gdyżby z Modeny zostało wysłane,
Do tego kroku nic go nie nakłoni
"Skąd (wreście) dodał ta nowa ustawa,
Żeby zwycięzcy chcieć narzucać prawa?
(tłum. Józef Brykczyński, ortografia zmodernizowana)

## Przekład
Dzieło Tassoniego było popularne również poza granicami Włoch. Wiadro porwane na angielski przetłumaczył James Atkinson. Na język polski poemat przełożył Józef Brykczyński.
Mijał dzień czwarty jak już Gieminani
Klęski Petronom zadali haniebne
Lecz w srogiej zemście jeszcze niezbłagani
Psom porzucili trupy niepogrzebne
Wtem do Modeny dwaj męże wysłani
Niosą pokoju zakłady chwalebne
Stają w gospodzie pod sławnym barankiem
I naprzód z pełnym witają się dzbankiem.